# 少陽病
少陽病是中醫學的病證名，傷寒六經病之一。主要臨床表現為口苦、咽乾、目眩、往來寒熱、胸脅苦滿、默默不欲食、心煩、喜嘔、脈弦，亦稱「柴胡九症」。病位在半表半裡（已離太陽之表而未入陽明之裡，在表裡之間）。病機主要為樞機不利，膽火內鬱。治療宜用和解少陽法，禁止使用發汗、涌吐、利下三法，小柴胡湯為其主治方劑。少陽之氣旺於寅、卯、辰三個時辰，此時有少陽病解的有利條件。
陽不足時，無法溫熱，會出現嚴重的發冷症狀。除了發冷的症狀之外，還有容易疲勞、缺乏氣力、臉色蒼白、尿量過多、軟便、舌質淡薄、脈象沉緩等。中醫芳療以『補陽』精油補陽。推薦精油：迷迭香、薑、甜馬鬱蘭。療效良好的中藥和食材：生薑、辣椒、大蒜。

## 主證
- 小柴胡湯

## 兼證
- 少陽兼太陽表證：柴胡桂枝湯
- 少陽兼陽明裏證：大柴胡湯，柴胡加芒硝湯
- 少陽兼水飲內結證：柴胡桂枝乾薑湯
- 少陽兼表裡三焦俱病證：柴胡加龍骨牡蠣湯

## 變證
- 少陽病誤下成結胸證：大陷胸湯
- 少陽病誤下成痞證：半夏瀉心湯
- 陰陽升降失常，上熱下寒證：黃連湯
- 熱入血室：小柴胡湯

## 外部連結
- 少陽病 中藥方劑圖像數據庫 (香港浸會大學中醫藥學院) （中文）（英文）
- 大柴胡湯 中藥方劑圖像數據庫 (香港浸會大學中醫藥學院) （中文）（英文）
- 大陷胸湯 中藥方劑圖像數據庫 (香港浸會大學中醫藥學院) （中文）（英文）
- 半夏瀉心湯 中藥方劑圖像數據庫 (香港浸會大學中醫藥學院) （中文）（英文）
- 黃連湯 中藥方劑圖像數據庫 (香港浸會大學中醫藥學院) （中文）（英文）
- 小柴胡湯 中藥方劑圖像數據庫 (香港浸會大學中醫藥學院) （中文）（英文）